# レクサムAFC
レクサム・アソシエーション・フットボール・クラブ（英: Wrexham Association Football Club）は、ウェールズの都市レクサムを本拠地とするサッカークラブである。2025-26シーズンはEFLチャンピオンシップ（2部）に所属。

## 来歴

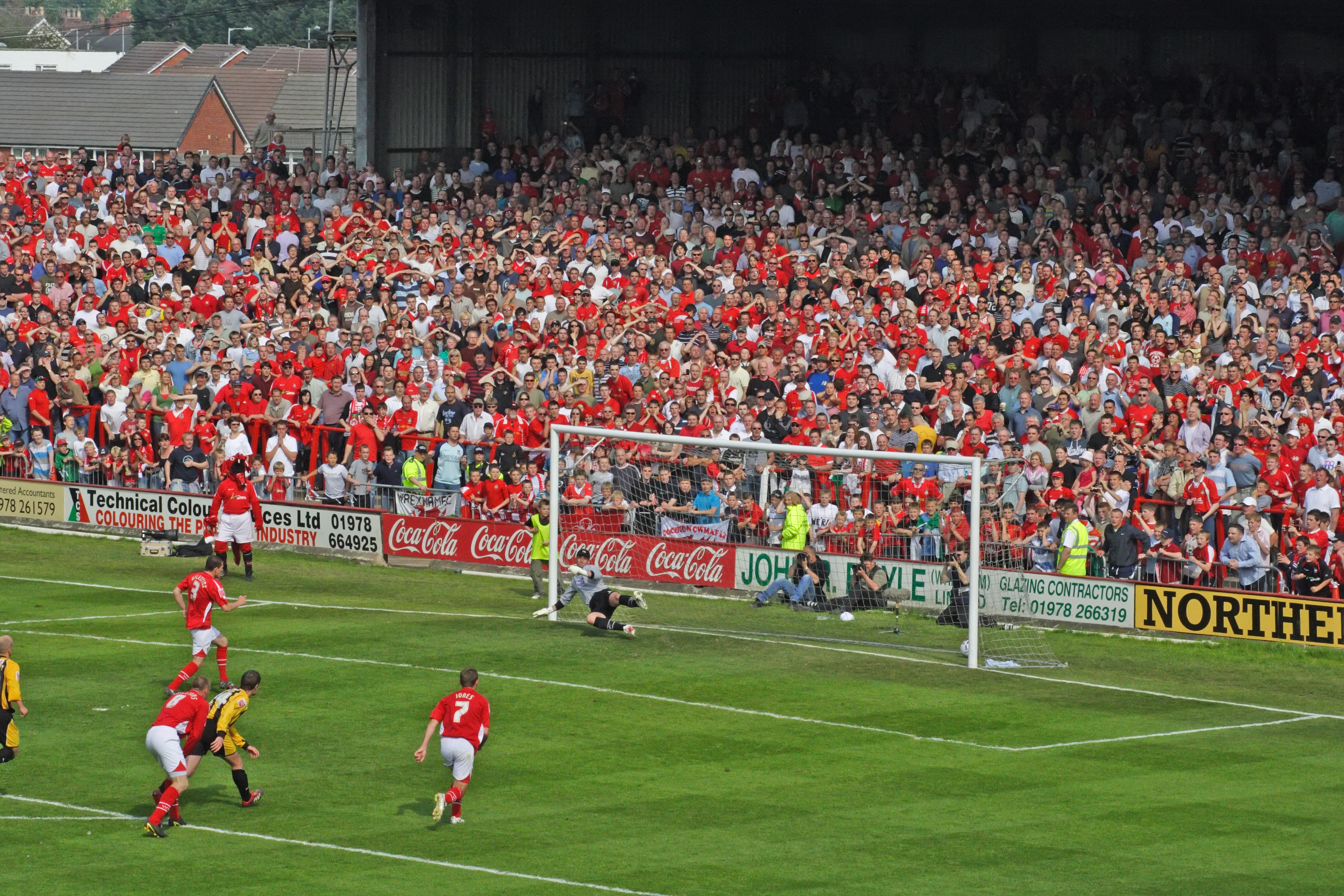
2007年

ウェールズのレクサムに本拠地を置くクラブではあるが、イングランドのサッカーリーグに参戦している。1864年創設のウェールズ最古のプロクラブであり、世界でもクリスタル・パレスFC(1861年)、ノッツ・カウンティFC(1862年)、ストーク・シティFC(1863年)に次ぐ古いプロクラブである。本拠地レースコース・グラウンドは1877年にウェールズ初の国際試合が開催された球技場であり、現在でも国際試合が開催されている世界最古のサッカースタジアムである。
ウェールズのカップ戦であるウェルシュカップで最多23度の優勝を経験している。しかし1995年以降イングランドのリーグに所属しているウェールズのチーム(他にもカーディフ・シティFCやスウォンジー・シティAFC、ニューポート・カウンティAFCなど)は同カップ戦に出場出来なくなった為1995年の優勝以来このタイトルからは遠ざかっている。
ウェルシュカップではウェールズのクラブ屈指の成績を残していたが、1921-22シーズンから参入したリーグ戦では長らく低迷し、初めて2部リーグに昇格したのは1978-79シーズンだった。そのシーズンに15位となったのが今までのクラブ歴代最高位であり、カーディフやスウォンジーとは違い、1部リーグの昇格経験はまだ無い。その3年後の1981-82シーズンに21位で2部から降格した。これまでに2部リーグに所属したのも僅か4シーズンのみである。クラブはその後更に低迷の一途を辿り、2007-08シーズンにプロリーグである4部リーグからノンプロリーグの5部に初降格した。
2006年にオーナー変更に伴いクラブ名をレクサム・アソシエーション・フットボール・クラブからレクサム・フットボール・クラブに変更したが、2013年に元の名称であるレクサム・アソシエーション・フットボール・クラブに戻した。
FAカップの最高成績はベスト8、EFLカップの最高成績もベスト8である。また、UEFAカップウィナーズカップでも1975-76シーズンにベスト8の成績を残している。
2020年11月、カナダ人映画俳優のライアン・レイノルズと、米国人俳優のロブ・マケルヘニーがクラブを買収。この買収は投票したレクサム サポーターズ トラストの 2,000 人のメンバーの 98.6% の支持を受けて、2021年2月に完了した。
2021-22シーズン
新たにTiktokやExpediaがスポンサーにつき、前年のリーグ2（4部）の得点王でリーグ最優秀選手、ベストイレブン受賞のFWポール・マリンやサンダーランドやボルトンでリーグ1（3部）やチャンピオンシップ（2部）の監督を務めたフィル・パーキンソンを監督に迎えるなどの積極的な投資により、クラブはリーグで最終節まで優勝を争ったが2位となり、昇格プレーオフで敗退した。また、FAトロフィーでも決勝に進出したが敗れた。リーグベストイレブンにはマリンのほか、DFアーロン・ハイデンとMFジョーダン・デイビスが選ばれた。
レクサムは同時にFIFA22に登場した。これはシリーズに登場する最初のプロリーグ以外のチームであった。
このシーズンの模様は「ようこそレクサムへ」というドキュメンタリーシリーズとなり、日本ではDisney+で配信された。
2022-23シーズン
マリンを中心に昨年度の勢いのまま好スタートを切ったが、この年はマリンを上回る驚異的なスペースで得点を重ね"ノンリーグのハーランド"と称されたマカーリー・ラングスタッフを擁するノッツ・カウンティと激しい優勝争いを繰り広げた。
2023年3月23日、正GKのロブ・レイントンの負傷を受け、かつて2005年にレクサムでプレーしていて、すでに引退していた元イングランド代表GKのベン・フォスターをシーズン終了までの短期契約で現役復帰させ獲得した。
2023年4月10日、両チームともに勝ち点100で迎えたホームでの首位攻防戦は、3-2のレクサムリードで迎えた後半アディショナルタイムに与えたPKをフォスターが見事セーブしノッツ・カウンティに勝利。レクサムは首位に浮上し、以後首位の座を譲ることなくリーグを制覇。15年ぶりのフットボールリーグ昇格を決めた。
最終的にレクサムは勝ち点111のリーグ新記録を達成。最多勝利(34勝)、最小敗戦(3敗)の記録も更新した。得点王こそラングスタッフの42点に及ばなかったが、マリンはこの年38ゴールを記録した。
このシーズンの模様はようこそレクサムへのシーズン2で配信された。
2023-24シーズン
15年ぶりのフットボールリーグのシーズンは、開幕前のプレシーズンツアーでマリンが肋骨4本の骨折と肺挫傷の重症を負い、エースを欠いて開幕を迎えた。8月20日の5-5の試合後にGKベン・フォスターが引退を表明。急遽アーセナルからGKアーサー・オコンクウォをレンタルで獲得。オコンクウォはリーグ14試合で完封するなどこのシーズンのベストイレブンに選ばれる活躍をし、9月に復帰したマリンもリーグのベストイレブンに選ばれる活躍を見せ、チームは2位で昇格を決め、1シーズンでEFLリーグ1へと進んだ。
このシーズンの模様はようこそレクサムへのシーズン3で配信された。
2024-25シーズン
4月26日の第45節でチーム勝利しは2位を確定して昇格を決め、1シーズンで1981年以来の二部リーグであるEFLチャンピオンシップへと進んだ。これはフットボールリーグの歴史上初の3年連続昇格を決めたチームとなった。

## クラブ各種記録
1試合最多観客動員試合
- 34,445人 vsマンチェスター・ユナイテッド FAカップ4回戦 1957.1.26

1試合最多得点勝利試合
- 10-1 vsハートリプール・ユナイテッド 1962.3.3

1試合最多失点敗戦試合
- 0-9 vsブレントフォード

## タイトル

### 国内タイトル
- フットボールリーグ・サードディヴィジョン(3部):1回
  - 1977-78
- ナショナルリーグ(5部):1回
  - 2022-23
- EFLトロフィー:1回
  - 2004-2005
- FAトロフィー:1回
  - 2012-2013
- ウェルシュカップ:23回
  - 1878, 1883, 1893, 1897, 1903, 1905, 1909, 1910, 1911, 1914, 1915, 1921, 1924, 1925, 1931, 1957, 1958, 1960, 1972, 1975, 1978, 1986, 1995,
- FAWプレミアカップ:5回
  - 1997-98, 1998-99, 1999-2000, 2001-02, 2003-04

### 国際タイトル
- なし

## 過去の成績
| シーズン | ディビジョン               | ディビジョン | ディビジョン | ディビジョン | ディビジョン | ディビジョン | ディビジョン | ディビジョン | ディビジョン | FAカップ      | EFLカップ | 欧州カップ / その他                    | 欧州カップ / その他   | 最多得点者     | 最多得点者 |
| シーズン | リーグ                     | 試           | 勝           | 分           | 敗           | 得           | 失           | 点           | 順位         | FAカップ      | EFLカップ | 欧州カップ / その他                    | 欧州カップ / その他   | 選手           | 得点数     |
| -------- | -------------------------- | ------------ | ------------ | ------------ | ------------ | ------------ | ------------ | ------------ | ------------ | ------------- | --------- | -------------------------------------- | --------------------- | -------------- | ---------- |
| 2004-05  | リーグ1                    | 46           | 13           | 14           | 19           | 62           | 80           | 43           | 22位         | 2回戦敗退     | 2回戦敗退 | フットボールリーグトロフィー           | 優勝                  |                |            |
| 2005-06  | リーグ2                    | 46           | 15           | 14           | 17           | 61           | 54           | 59           | 13位         | 1回戦敗退     | 1回戦敗退 | フットボールリーグトロフィー           | 1回戦敗退             |                |            |
| 2006-07  | リーグ2                    | 46           | 13           | 12           | 21           | 43           | 65           | 51           | 19位         | 3回戦敗退     | 2回戦敗退 | フットボールリーグトロフィー           | 1回戦敗退             |                |            |
| 2007-08  | リーグ2                    | 46           | 10           | 10           | 26           | 38           | 70           | 40           | 24位         | 1回戦敗退     | 2回戦敗退 | フットボールリーグトロフィー           | 1回戦敗退             |                |            |
| 2008-09  | カンファレンス・ナショナル | 46           | 18           | 12           | 16           | 64           | 48           | 64           | 10位         | 予選4回戦敗退 |           | FAトロフィー                           | 4回戦敗退             |                |            |
| 2009-10  | カンファレンス・ナショナル | 44           | 15           | 13           | 16           | 45           | 39           | 58           | 11位         | 2回戦敗退     |           | FAトロフィー                           | 1回戦敗退             |                |            |
| 2010-11  | カンファレンス・ナショナル | 46           | 22           | 15           | 9            | 66           | 49           | 81           | 4位          | 予選4回戦敗退 |           | FAトロフィー                           | 2回戦敗退             |                |            |
| 2011-12  | カンファレンス・ナショナル | 46           | 30           | 8            | 8            | 85           | 33           | 98           | 2位          | 3回戦敗退     |           | FAトロフィーウェルシュカップ           | 1回戦敗退3回戦敗退    |                |            |
| 2012-13  | カンファレンス・ナショナル | 46           | 22           | 14           | 10           | 74           | 45           | 80           | 5位          | 1回戦敗退     |           | FAトロフィー                           | 優勝                  |                |            |
| 2013-14  | カンファレンス・ナショナル | 46           | 16           | 11           | 19           | 61           | 61           | 59           | 17位         | 2回戦敗退     |           | FAトロフィー                           | 2回戦敗退             |                |            |
| 2014-15  | カンファレンス・ナショナル | 46           | 17           | 15           | 14           | 56           | 52           | 66           | 11位         | 3回戦敗退     |           | FAトロフィー                           | 準優勝                |                |            |
| 2015-16  | ナショナルリーグ           | 46           | 20           | 9            | 17           | 71           | 56           | 69           | 8位          | 予選4回戦敗退 |           | FAトロフィー                           | 2回戦敗退             |                |            |
| 2016-17  | ナショナルリーグ           | 46           | 15           | 13           | 18           | 47           | 61           | 58           | 13位         | 予選4回戦敗退 |           | FAトロフィー                           | 1回戦敗退             |                |            |
| 2017-18  | ナショナルリーグ           | 46           | 17           | 19           | 10           | 49           | 39           | 70           | 10位         | 予選4回戦敗退 |           | FAトロフィー                           | 1回戦敗退             |                |            |
| 2018-19  | ナショナルリーグ           | 46           | 25           | 9            | 12           | 58           | 39           | 84           | 4位          | 2回戦敗退     |           | FAトロフィーナショナル・プレーオフ2019 | 2回戦敗退準々決勝敗退 |                |            |
| 2019-20  | ナショナルリーグ           | 37           | 11           | 10           | 16           | 46           | 49           | 43           | 19位         | 1回戦敗退     |           | FAトロフィーチャレンジカップ           | 1回戦敗退準々決勝敗退 |                |            |
| 2020-21  | ナショナルリーグ           | 42           | 19           | 11           | 12           | 64           | 43           | 68           | 8位          | 予選4回戦敗退 |           | FAトロフィー                           | 3回戦敗退             |                |            |
| 2021-22  | ナショナルリーグ           | 44           | 26           | 10           | 8            | 91           | 46           | 88           | 2位          | 1回戦敗退     |           | FAトロフィー                           | 準優勝                | ポール・マリン | 26         |
| 2022-23  | ナショナルリーグ           | 46           | 34           | 9            | 3            | 116          | 43           | 111          | 1位          | 4回戦敗退     |           | FAトロフィー                           | 4回戦敗退             | ポール・マリン | 38         |
| 2023-24  | リーグ2                    | 46           | 26           | 10           | 10           | 89           | 52           | 88           | 2位          | 4回戦敗退     |           | EFLトロフィー                          | ベスト32敗退          | ポール・マリン | 24         |
| 2024-25  | リーグ1                    | 46           |              |              |              |              |              |              | 2位          | 1回戦敗退     |           | EFLトロフィー                          | 準決勝敗退            |                |            |

## 欧州の成績
| シーズン | 大会                       | ラウンド | 対戦相手                     | ホーム | アウェー | 合計    |  |
| -------- | -------------------------- | -------- | ---------------------------- | ------ | -------- | ------- |  |
| 1972-73  | UEFAカップウィナーズカップ | 1回戦    | チューリッヒ                 | 2-1    | 1-1      | 3-2     |  |
| 1972-73  | UEFAカップウィナーズカップ | 2回戦    | ハイドゥク・スプリト         | 3-1    | 0-2      | 3-3 (a) |  |
| 1975-76  | UEFAカップウィナーズカップ | 1回戦    | ユールゴーデン               | 2-1    | 1-1      | 3-2     |  |
| 1975-76  | UEFAカップウィナーズカップ | 2回戦    | スタル・ジェシュフ           | 2-0    | 1-1      | 3-1     |  |
| 1975-76  | UEFAカップウィナーズカップ | 準々決勝 | アンデルレヒト               | 1-1    | 0-1      | 1-2     |  |
| 1978-79  | UEFAカップウィナーズカップ | 1回戦    | リエカ                       | 2-0    | 0-3      | 2-3     |  |
| 1979-80  | UEFAカップウィナーズカップ | 1回戦    | マクデブルク                 | 3-2    | 2-5      | 5-7     |  |
| 1984-85  | UEFAカップウィナーズカップ | 1回戦    | ポルト                       | 1-0    | 3-4      | 4-4 (a) |  |
| 1984-85  | UEFAカップウィナーズカップ | 2回戦    | ローマ                       | 0-1    | 0-2      | 0-3     |  |
| 1986-87  | UEFAカップウィナーズカップ | 1回戦    | ズッリー                     | 4-0    | 3-0      | 7-0     |  |
| 1986-87  | UEFAカップウィナーズカップ | 2回戦    | レアル・サラゴサ             | 2-2    | 0-0      | 2-2 (a) |  |
| 1990-91  | UEFAカップウィナーズカップ | 1回戦    | リンビー                     | 0-0    | 1-0      | 1-0     |  |
| 1990-91  | UEFAカップウィナーズカップ | 2回戦    | マンチェスター・ユナイテッド | 0-2    | 0-3      | 0-5     |  |
| 1995-96  | UEFAカップウィナーズカップ | 1回戦    | ペトロルル・プロイェシュティ | 0-0    | 0-1      | 0-1     |  |

## 歴代監督
- ジャック・ローリー 1966-1967
- ブライアン・フリン 1989-2001
- ブライアン・リトル 2007-2008
- ディーン・ソーンダース 2008-2011
- アンディ・モレル 2011-2014
- ディーン・ケイツ 2016-2018, 2019-2021
- フィル・パーキンソン 2021-

## 歴代所属選手
- クリス・アームストロング 1989-1991 , 2003-2005
- イアン・グリフィス 1992-1992
- イアン・ラッシュ 1998-1999
- ダニエル・ベネット 2001-2003
- デニス・ローレンス 2001-2006
- ベン・フォスター 2005 , 2023-2024
- ダニー・ウォード 2011-2012、2025-
- シュワン・ジャラル 2016-2017
- ジェームズ・ジェニングス 2017-2020
- スティーヴン・フレッチャー 2023-2025
- ジェームズ・マクレーン 2023-
- リベラト・カカーチェ 2025-